# Стеклов, Вадим Александрович
Вади́м Алекса́ндрович Стекло́в (24 марта 1985, Москва) — российский футболист, полузащитник.

## Карьера

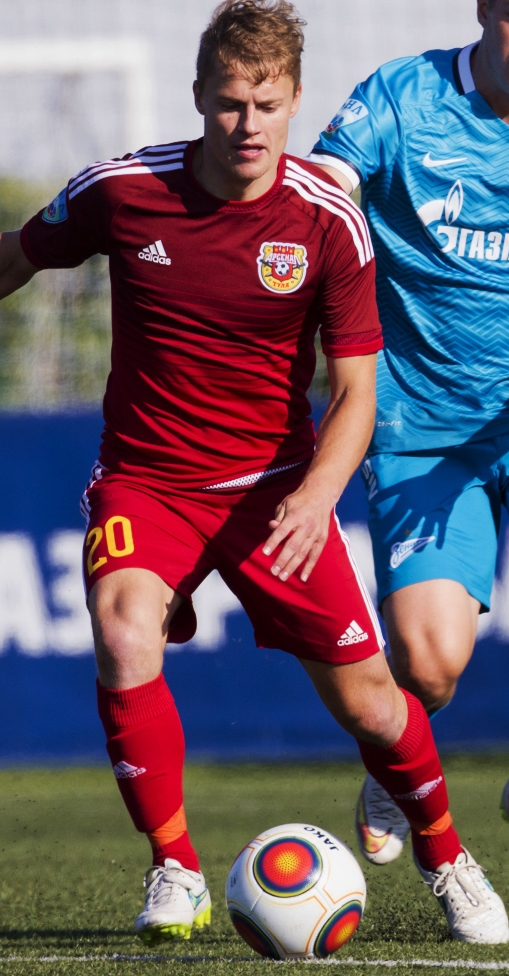
Стеклов в составе тульского «Арсенала»

Выступал за клубы из Москвы и Московской области: «Нику», «Луховицы», «Истру», «Торпедо», с которым прошёл путь от 2-го дивизиона до Премьер-лиги. 2 августа 2014 года вместе с командой дебютировал в Премьер-лиге. На 91-й минуте матча футболист столкнулся с игроком ЦСКА Георгием Милановым, в результате чего потерял сознание. У игрока запал язык, но его удалось спасти. Пришёл в себя только в больнице.
В 2015 году, после того, как стало известно, что вылетевшее из премьер-лиги «Торпедо» продолжит играть только во второй лиге, а не в ФНЛ, перешёл в тульский «Арсенал», с которым вышел в премьер-лигу и играл там за тульский клуб в сезоне 2016/17. Переходом в Тулу и «дальнейшими путешествиями по стране» занимался агент игрока, и с лета 2017 года Стеклов играл в клубах ФНЛ, меняя их каждый сезон, несмотря на высокую статистику сыгранных матчей в каждом из них: «Енисей» Красноярск (2017/18), «Авангард» Курск (2018/19), «Луч» Владивосток (2019/20), «Иртыш» Омск (2020/21) и «Текстильщик» Иваново (2021/22).
Летом 2022 года перешёл в клуб «Росич», участвующий в чемпионате Москвы среди ЛФК (в рамках III российского дивизиона). Летом 2023 года перешёл в «Куркино».

## Достижения
- Серебряный призёр Первенства ФНЛ: 2015/16
- Бронзовый призёр Первенства ФНЛ (2): 2013/14, 2017/18
- Победитель зоны «Центр» Второго дивизиона: 2010
- Бронзовый призёр зоны «Центр» Второго дивизиона: 2008